# موجاری

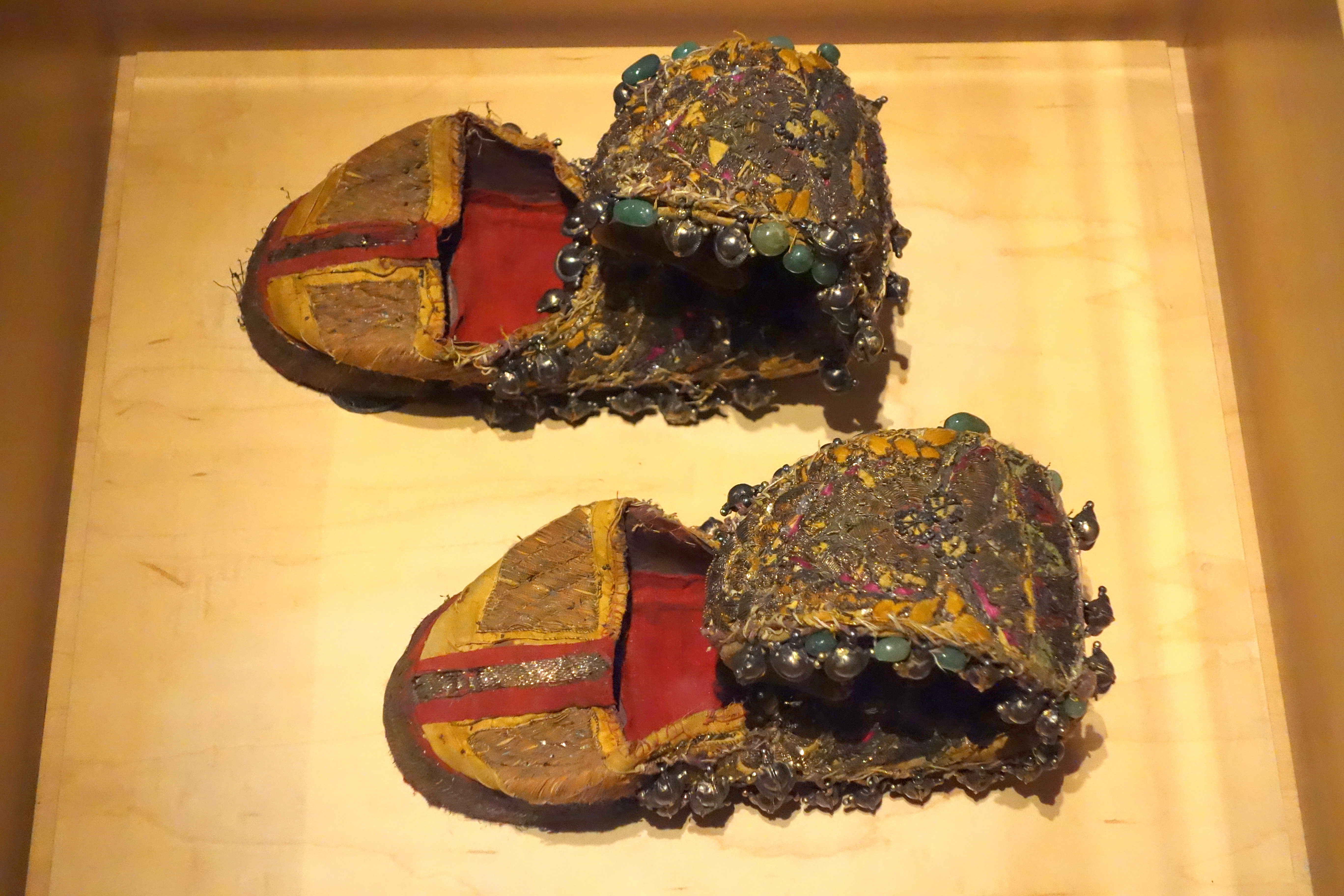
یک جفت موجاری سلطنتی در موزه کفش باتا که در راجستان هند ساخته شده. روکش موجاری طلاکاری شده و گلوی آن علاوه بر طلاکاری با سنگ‌های گران‌بها تزیین شده‌است.

موجاری، نام نوعی پاپوش سنتی در شمال هند و پاکستان است. موجاری ریشه در هنر مغولی دارد و به‌پا کردن آن توسط پادشاهان گورکانی ترویج می‌شد.